# 몽골세발가락뛰는쥐
몽골세발가락뛰는쥐 또는 몽골세발가락저보아(Stylodipus sungorus)는 뛰는쥐과에 속하는 설치류의 일종이다. 몽골에서 발견되며, 중국에서도 서식하는 것으로 추정된다.